# فيرينتس يوزيف كوهاري
فيرينتس يوزيف أمير كوهاري دي تشابراغ وسيتنيا الأول (المجرية:Koháry Ferenc József؛ 4 سبتمبر 1767 - 27 يونيو 1826)؛  هو رجل دولة وقطب مجري، منحه الإمبراطور فرانتس الأول من النمسا لقب الأمير في 15 نوفمبر 1815، يعتبر فيرينتس عضواً من أسرة كوهاري النبيلة، وأيضا شغل منصب مستشار المجري.

## أصول العائلية
ولد فيرينتس في فيينا لعائلة كوهاري المجرية النبيلة لوالديه إجناتس يوزيف كونت كوهاري دي تشابراغ وسيتنيا والكونتيسة ماريا غابرييلا كافرياني، تعود أصول عائلته إلى مقاطعة زالا، ورد ذكر أول أسلافه جيورجي كوهاري ضمن حاشية بلاط الملك المجري ماتياس كورفينوس، إلا أن أول شخص بارز في عائلة هو بيتر كوهاري الذي كافأه الإمبراطور فرديناند الثاني بصفته بارون تشابراغ وأصبح حامي قلعة إرسيكوجفار في حين قاتل ابنه إسطفان ضد الأتراك وتوفي أثناء حصار ليفيتسا في 1664، وإما ابنه إسطفان الثاني أصبح منذ 1685 أول شخص من العائلة يحصل على لقب «الكونت» وعند وفاته ذهبت ثروته إلى ابن أخيه أندرياس، معظم أفراد الأجيال الأخرى كانوا جنرالات وضباط لأباطرة هابسبورغ الذين جندوا لحروبهم ضد الإمبراطورية العثمانية، في حين والدته تنحدر من عائلة كافرياني عائلة نمساوية نبيلة ذو أصول إيطالية من دوقية مانتوفا في لومبارديا، يعود أول ذكر للعائلة في النمسا إلى القرن السابع عشر، بحيث أصبح العديد من أفرادها في حاشية البلاط الإمبراطوري.
في 10 أكتوبر 1777 توفي والده، وأصبحت والدته الوصية عليه حتى أصبح شاب في 1791، وتزوج في العام التالي من ماريا أنطونيا من فالدستين-فارتينبيرغ من عائلة بوهيمية نبيلة والتي ينحدر منها العسكري العظيم ألبرشت فون فالنشتاين، وأيضا تنحدر من خلال النسب الأنثوي إلى كريستيان الرابع ملك الدنمارك والنرويج، وأنجبت له ابن توفي صغيراً، وابنة التي أصبحت وريثة للعديد من ممتلكات العائلة من قلاع والقصور ومباني وحدائق ومبالغ مالية أغلب هذه المباني متواجدة في سلوفاكيا اليوم.
في 1815 رفع الإمبراطور فرانتس الأول اللقب إلى أمير الإمبراطوري بطلب من إرنست الثالث دوق ساكس كوبرغ بعد خطبة شقيقه الأصغر فرديناند من ابنته ووريثته ماريا أنطونيا كتعويض بين اختلاف العائلات، ومع ذلك أصر فيرينتس على أن ينشأ أحفاده ككاثوليك وليس كبروتستانتيين مذهب عائلة فرديناند، في 1817 أصبح فارس الصوف الذهبي وفي 1820 تم تعيينه كرئيس مستشارية المجرية التي تعتبر سلطة المسؤولة عن إدارة المجر في مملكة هابسبورغ حتى 1848، واستمر في منصبه حتى وفاته في 1826.